# عملية ديكل
عملية ديكل (حرفياً عملية شجرة النخيل) أكبر هجوم شنته القوات الإسرائيلية على شمال فلسطين بعد الهدنة الأولى للحرب العربية الإسرائيلية في عام 1948. وقد أجرتها الفرقة المدرعة الخامسة بقيادة المتطوع الكندي بن دونكلمان (يدعى بنيامين بن دافيد في إسرائيل)، وكتيبة من لواء كارميلي، وبعض العناصر من لواء جولاني في الفترة من 8 إلى 18 يوليو. وكان هدفها الاستيلاء على الناصرة ومنطقة الجليل الأسفل.
وفي 15 يوليو، قصفت الطائرات الإسرائيلية قرية صفورية وأثارت الذعر بين السكان؛ وفر كثير من القرويين إلى الشمال نحو لبنان، ووجد آخرون مأوى في الناصرة، تاركين وراءهم نحو 100 من المسنين.
وفي مساء يوم 16 يوليو، استسلمت الناصرة إلى الإسرائيليين على إثر قتال خفيف أسفر عن مقتل إسرائيلي واحد وجرح آخر. وانسحبت قوات جيش الانقاذ العربي في البلدة بقيادة فوزي القاوقجي إلى الجبال في الشمال. وفي تناقض صارخ مع البلدات المحيطة، لم يجبر سكان الناصرة قط على الإخلاء، لأن دونكلمان رفض الانصياع لأوامر من حاييم لاسكوف بإخلاءهم.

## القرى العربية الفلسطينية التي تم الاستيلاء عليها في العملية دكل

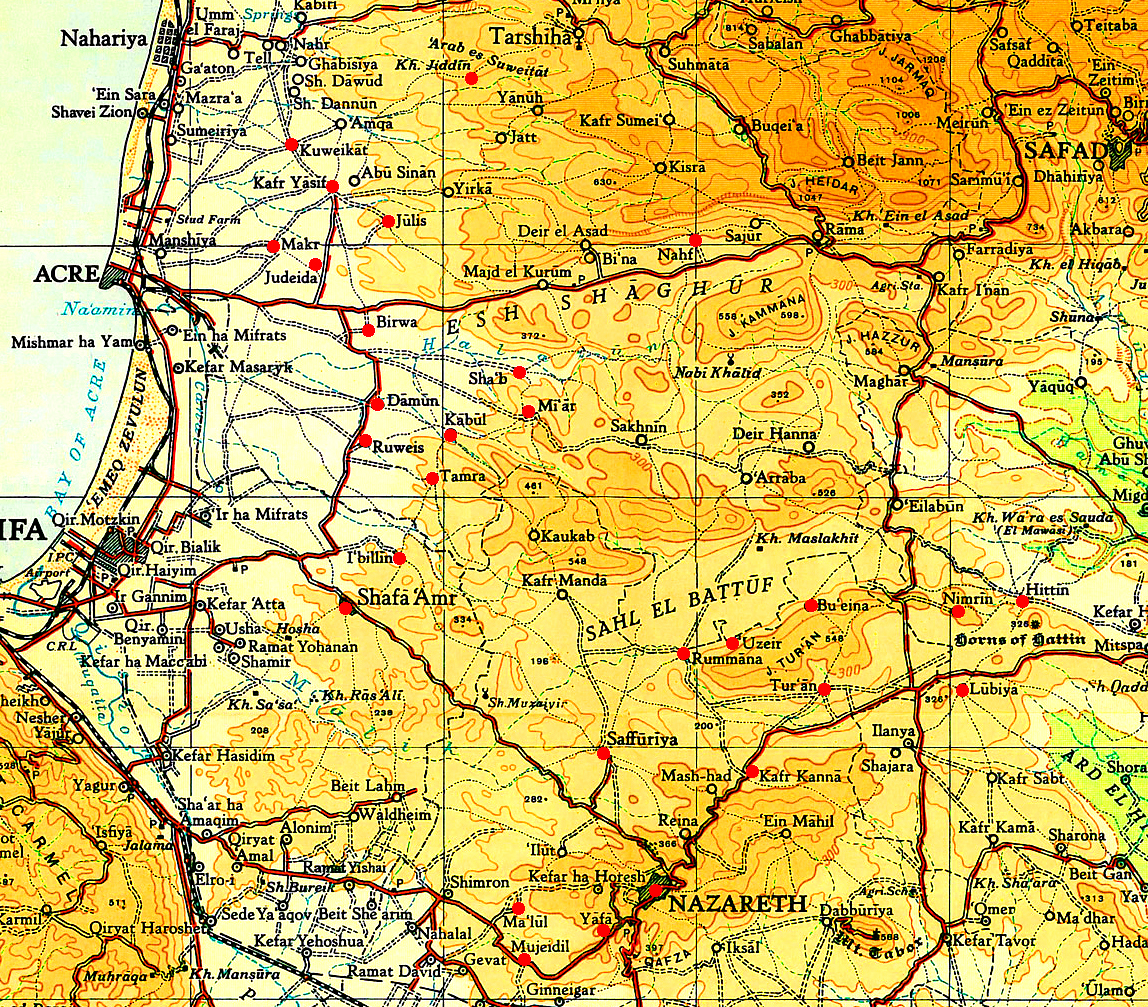
العملية ديكل، يوليو 1948

| الاسم        | السكان       | تواريخ | اللواء                             | ملاحظات |
| ------------ | ------------ | ------ | ---------------------------------- | --- |
| كويكات       | 1,050        | 9      | اللواء السابع المدرع ولواء كارميلي | القرية أخليت من سكانها ودمرت                                                                                     |
| كفرياسيف     | 1,057 (1931) | 10     | لواء كارميلي                       | تم ترحيل معظم السكان المسلمين واللاجئين من القرى الأخرى. المدينة موجودة اليوم.                                   |
| خربة جدين    | 1,500        | 10–11  |                                    | القرية ومخيمات البدو أخليت من سكانها ودمرت.                                                                      |
| جولس         | غ/م (دروز)   | 8–14   |                                    | سُمح للسكان بالبقاء في منازلهم. البلدة موجودة اليوم.                                                              |
| المكر        | غ/م          | 8–14   |                                    | البلدة موجودة اليوم.                                                                                             |
| إعبلين       | 1,057        | 8–14   |                                    | السكان المسلمون طردوا. البلدة موجودة اليوم.                                                                      |
| شفا عمرو     | 3,640        | 8–14   | اللواء السابع المدرع ولواء كارميلي | فر السكان المسلمون تحت القصف. البلدة موجودة اليوم كمدينة.                                                        |
| كابول        | 457 (1931)   | 15     | اللواء السابع المدرع               | بقي القرويون. البلدة موجودة اليوم.                                                                               |
| المجيدل      | 1900         | 15     | لواء جولاني                        | قرية أفرغت تماما وسويت بالأرض.                                                                                   |
| معلول        | 690          | 15     |                                    | القرية أخليت من سكانها ودمرت.                                                                                    |
| صفورية       | 4,000        | 16     | اللواء السابع المدرع ولواء كارميلي | طرد القرويون. وطُرد مئات من العائدين في نوفمبر 1948 ويناير 1949. ولا شيء ما زال قائما.                            |
| الناصرة      | 18,000       | 16     | لواء كارميلي                       | سُمح للسكان بالبقاء. البلدة موجودة اليوم.                                                                         |
| نمرين        | 320          | 17     |                                    | القرية أخليت من سكانها ودمرت.                                                                                    |
| لوبيا        | 2,370        | 17     |                                    | لم يُسمح للقرويين بالعودة. دمرت مباني القرية في الستينات.                                                         |
| حطين         | 1,190        | 17     | لواء جولاني                        | فر القرويون قبل الهجوم ثم منعوا من العودة. ودمرت القرية.                                                         |
| عمقا         | 1,240        | 15–16  | اللواء السابع المدرع ولواء كارميلي | القرية أخليت من سكانها ودمرت.                                                                                    |
| الدامون      | 1,310        | 15–16  | اللواء السابع المدرع               | قصفت القرية وتم طرد السكان وتدمير المباني.                                                                       |
| طمرة         |              | 15–18  | اللواء السابع المدرع               | أجلي القرويون يوم 20 مايو. إعيد إسكان المنفيين من القرى المجاورة فيها.                                           |
| ميعار        | 770          | 15–18  | اللواء السابع المدرع               | فر القرويون من الجنود المتقدمين. القرية تم تدميرها.                                                              |
| يافة الناصرة | 833 (1931)   | 15–18  |                                    | البلدة موجودة اليوم.                                                                                             |
| العزير       | 150          | 15–18  |                                    | القرية موجودة اليوم.                                                                                             |
| كفر كنا      | 1,175 (1922) | 15–18  | اللواء السابع المدرع               | البلدة موجودة اليوم.                                                                                             |
| رمانة        | 590          | 15–18  |                                    | القرية موجودة اليوم.                                                                                             |
| البعينة      |              | 15–18  |                                    | البلدة موجودة اليوم.                                                                                             |
| الرويس       | 330          | 18     | اللواء السابع المدرع               | هرب القرويون تحت القصف ودمرت المباني. الأرض يستخدمها الآن كيبوتس يسعور.                                          |
| طرعان        | 1,350        | 18     |                                    | المنازل الفارغة المستخدمة للاجئين المطرودين من قرى أخرى. البلدة موجودة اليوم.                                    |
| نحف          | 200 (1881)   | 18     | اللواء السابع المدرع               | سُمح للسكان بالبقاء. البلدة موجودة اليوم.                                                                         |
| البروة       | 1,460        | 18     |                                    | وحدات جيش الإنقاذ العربي المشاركة في الدفاع عن القرية. بعد الاستيلاء عليها، مُنع القرويون من العودة ودُمرت القرية. |
| شعب          | 1,740        | 19     |                                    | طرد القرويين، ثم حل محلهم في وقت لاحق منفيون من قرى أخرى.                                                        |